# Ola Ramstedt

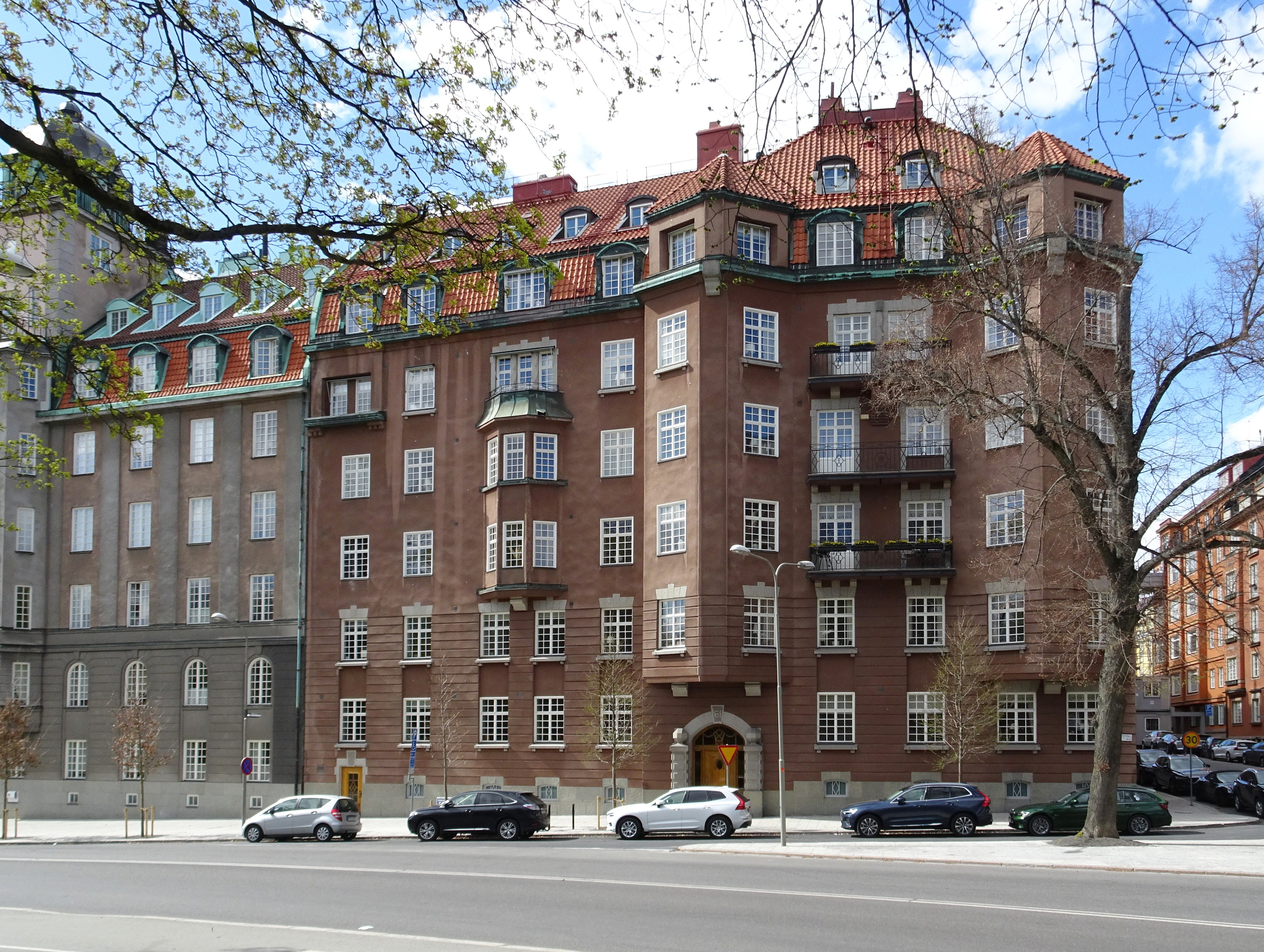
Gardisten 3, Strandvägen 61, där Ramstedt lät renovera sin lägenhet för bolagets räkning, foto från 2022.

Ole-Jörgen Ramstedt, känd som Ola Ramstedt, född 20 maj 1954 i Falkenbergs församling, Hallands län, är en svensk näringslivsperson, känd för sin medverkan i Skandiaaffären i början av 2000-talet.
Ramstedt var Skandias personalchef och därefter chef för Skandia Liv. I efterspelet till Skandiaaffären, dömdes han 2007 till 18 månader fängelse för grov trolöshet mot huvudman efter att ha attesterat en faktura på 17,6 miljoner kronor som angav att beloppet avsåg renovering av huvudkontoret. I själva verket avsåg fakturan kostnader för vissa Skandiachefers lägenheter i fastigheter ägda av Skandia Livs dotterbolag Diligentia, bland annat sin egen bostad i fastigheten Gardisten 3 vid Strandvägen 61.
Ramstedt har senare arbetat som seniorkonsult på managementkonsultföretaget Svennerstål & Partners.